# شارلین مورت
شارلین مورت (انگلیسی: Charlene Morett؛ زادهٔ december ۵, ۱۹۵۷ (۶۷ سال)) ورزشکار هاکی روی چمن اهل ایالات متحده آمریکا است.
وی در مسابقات کشوری و بین‌المللی در مجموع برندهٔ ۱ مدال برنز شده‌است.